# 君につづく道
『君につづく道』（きみにつづくみち、原題: 這裡發現愛 ）は台湾のテレビドラマ。
2008年2月3日から2008年5月18日まで台湾の中華電視公司で放送された。日本では2007年12月12日から2008年7月16日までBS日テレで放送された。
台湾観光局が出資し、台湾のPRを目的として製作された。
当初は台湾観光局のイメージキャラクターであるF4全員の出演を予定していたが、メンバーの1人である言承旭（ジェリー・イェン）はスケジュールの都合がつかず、出演していない。
玉山、台北101、国立故宮博物院、日月潭、太魯閣、愛河、墾丁、阿里山という台湾八大景勝地でロケが行われた。

## エピソード・サブタイトル
全25話
| 各話   | サブタイトル           | 放送日         |
| ------ | ---------------------- | -------------- |
| 第1話  | 最悪の出会い           | 2007年12月12日 |
| 第2話  | タクシードライバー     | 2007年12月19日 |
| 第3話  | 思いがけない再会       | 2008年1月9日   |
| 第4話  | 友達なら…              | 2008年1月16日  |
| 第5話  | 散々な夜               | 2008年1月23日  |
| 第6話  | 取り戻せないもの       | 2008年1月30日  |
| 第7話  | 貴重な新しい友達       | 2008年2月6日   |
| 第8話  | 恋の応援               | 2008年2月13日  |
| 第9話  | お見合いがくれた勇気   | 2008年2月20日  |
| 第10話 | 阿里山への旅           | 2008年2月27日  |
| 第11話 | 朝日の力               | 2008年3月5日   |
| 第12話 | 悲しい記憶             | 2008年3月12日  |
| 第13話 | ティラミスに込めた想い | 2008年3月19日  |
| 第14話 | 過去からの前進         | 2008年4月2日   |
| 第15話 | 打ち砕かれた再出発     | 2008年4月9日   |
| 第16話 | 3人の新天地            | 2008年4月16日  |
| 第17話 | 僕の恋人               | 2008年4月30日  |
| 第18話 | 疑惑の一夜             | 2008年5月7日   |
| 第19話 | シューラーの涙         | 2008年5月21日  |
| 第20話 | 密かな贈り物           | 2008年5月28日  |
| 第21話 | 崩れた友情             | 2008年6月4日   |
| 第22話 | 未来を委ねて           | 2008年6月11日  |
| 第23話 | 愛するということ       | 2008年6月25日  |
| 第24話 | 真実を知る時           | 2008年7月9日   |
| 第25話 | あの場所で…            | 2008年7月16日  |

### キャスト
| 役名                                | 俳優名                          | 役柄                                                                      |
| ----------------------------------- | ------------------------------- | ------------------------------------------------------------------------- |
| シューラー （許樂）                 | 周渝民 （ヴィック・チョウ、F4） | アーハオ・シャオマーの高校時代の同級生 ベストセラー小説家、タクシー運転手 |
| アーハオ （丁雨豪）                 | 朱孝天 （ケン・チュウ、F4）     | シューラー・シャオマーの高校時代の同級生 タクシー運転手                   |
| シャオマー （馬永睿）               | 王傳一 （ワン・チュアンイー）   | シューラー・アーハオの高校時代の同級生 シャーウッドホテルの支配人         |
| ルーイー （陸怡）                   | 關穎 （テリー・クァン）         | シューラー達の高校時代の同級生 雑誌の編集者                               |
| ノンシェン （潘能賢）               | 陳妍希 （ミシェル・チェン）     | 潘家の次女 シャーウッドホテルの実習生                                     |
| レオ （李奧）                       | 呉建豪 （ヴァネス・ウー、F4）   | ルーイーの勤める雑誌社の見習記者 ノンシェンの大学時代の先輩               |
| ノンシェン父 （潘爸）               | 顧寶明 （クー・パオミン）       | ノンシェンの父                                                            |
| ノンシェン母 （潘媽）               | 林美秀 （リン・メイシュウ）     | ノンシェンの母                                                            |
| ノンゼン （潘能真）                 | 季芹 （ジー・チン）             | 潘家の長女 アーハオに想いを寄せる                                         |
| ノンホイ （潘能慧）                 | 許瓊云                          | 潘家の三女                                                                |
| ロンさん （隆哥）                   | 曾志偉 （エリック・ツァン）     | 楽天タクシーの経営者                                                      |
| シャオマー兄（フロスト） （馬永傑） | 包小柏 （バオ・シャオボー）     | シャオマーの兄 シャーウッドホテルの社長                                   |
| 小説中の恋人 （幻想情人）           | 天心 （ティエンシン）           | シューラーの書く小説中の恋人                                              |
| シャオウー （陸光武）               | 汪政緯                          | マレーシア高官の息子                                                      |
| （陳秀媛）                          | 田麗 （リリー・ティエン）       | シューラーの産みの母                                                      |

### スタッフ
- プロデューサー - 柴智屏（アンジー・チャイ）
- 総合製作 - 黃旭輝
- 脚本 - 安婕、毛訓容、楊碧鳳、吳維君、蔣家驊

### 主題歌
オープニングテーマ
- 『No Escape/在這裡等你』

歌 - F4
エンディングテーマ
- 『Goodbye/體驗』

歌 - F4

### ソフトウェア

#### CD
発売元：ソニー・ミュージックジャパンインターナショナル
- 「Wish to see you again OST／這裡發現愛」（2008年4月23日）

#### DVD
発売元：コミックリズ株式会社

販売元：株式会社エスピーオー
- 「君につづく道 DVD-BOX Ⅰ」（2008年7月25日）
- 「君につづく道 DVD-BOX Ⅱ」（2008年8月22日）

## 日本国内放送局
| 放送地域   | 放送局           | 放送期間                       | 放送日時                     | 放送系列       |
| ---------- | ---------------- | ------------------------------ | ---------------------------- | -------------- |
| 近畿広域圏 | 朝日放送         | 2008年4月7日 - 9月30日         | 毎週水曜 25時56分 - 26時51分 | テレビ朝日系列 |
| 中京広域圏 | 名古屋テレビ     | 2008年4月10日 - 10月2日        | 毎週木曜 25時55分 - 26時50分 | テレビ朝日系列 |
| 広島県     | 広島ホームテレビ | 2008年4月13日 - 10月5日        | 毎週日曜 25時45分 - 26時40分 | テレビ朝日系列 |
| 静岡県     | 静岡朝日テレビ   | 2008年5月23日 - 2009年1月23日  | 毎週金曜 25時50分 - 26時45分 | テレビ朝日系列 |
| 熊本県     | 熊本朝日放送     | 2009年8月15日 - 2010年2月6日   | 毎週土曜 25時10分 - 26時05分 | テレビ朝日系列 |
| 新潟県     | テレビ新潟       | 2008年4月14日 - 9月29日        | 毎週月曜 25時04分 - 25時59分 | 日本テレビ系列 |
| 神奈川県   | テレビ神奈川     | 2008年5月1日 - 11月20日        | 毎週木曜 14時00分 - 14時55分 | JAITS          |
| 日本全域   | BS日テレ         | 2007年12月12日 - 2008年7月16日 | 毎週水曜 19時00分 - 19時54分 | BS放送         |
| 日本全域   | 衛星劇場         | 2009年3月1日 - 8月16日         | 毎週日曜 11時00分 - 12時00分 | CS放送         |